# Vézelise
Vézelise is een gemeente in het Franse departement Meurthe-et-Moselle (regio Grand Est). De plaats maakt deel uit van het arrondissement Nancy. Vézelise telde op 1 januari 2022 1.354 inwoners.

## Geografie
De oppervlakte van Vézelise bedroeg op 1 januari 2022 5,35 vierkante kilometer; de bevolkingsdichtheid was toen 253,1 inwoners per km².

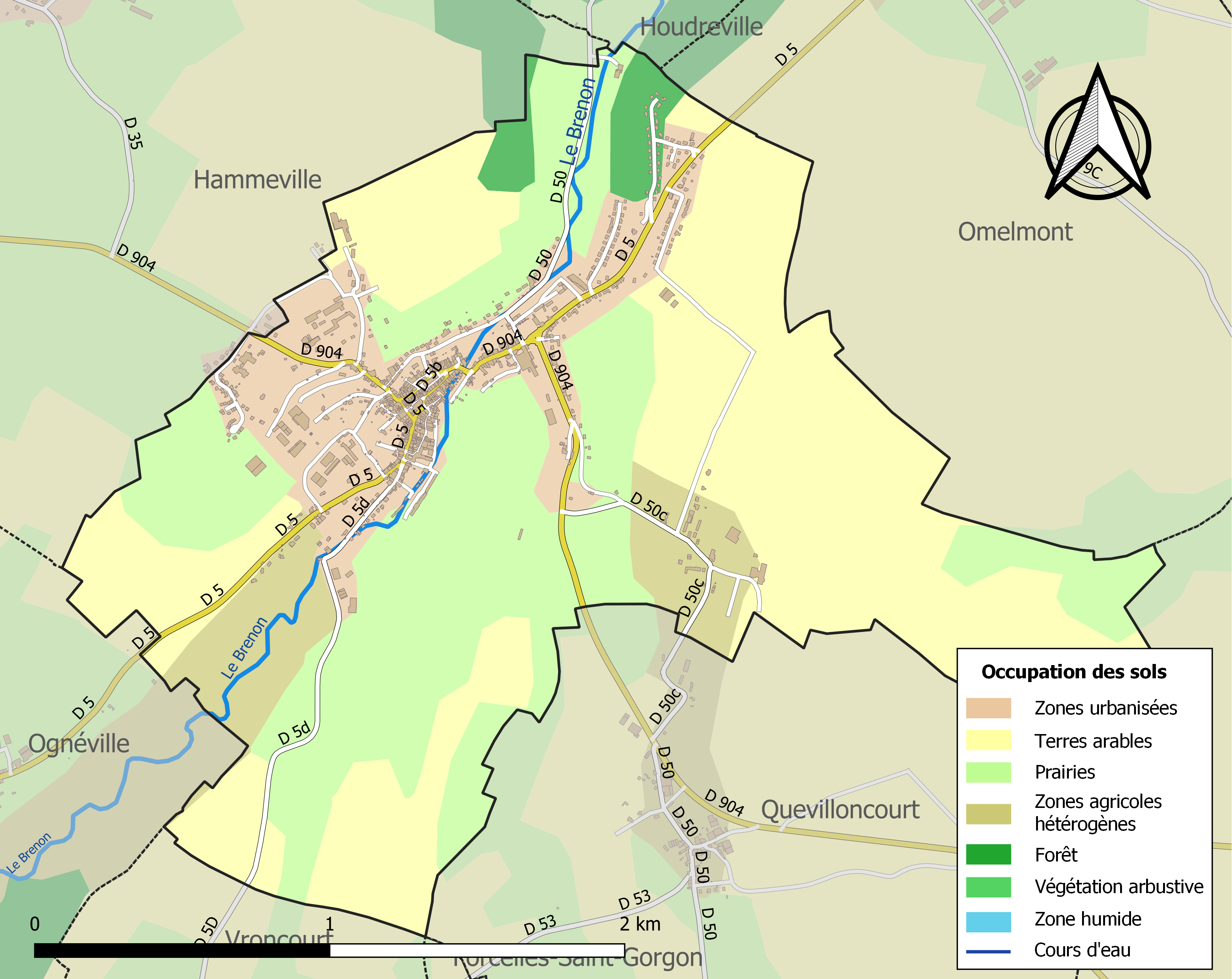
Kaart van de gemeente met de belangrijkste infrastructuur, bodemgebruik en omliggende gemeenten

## Demografie
Onderstaande figuur toont het verloop van het inwonertal (bron: INSEE-tellingen).